# Warren Clarke
Warren Clarke (Oldham, 26 april 1947 – Londen, 12 november 2014) was een Brits acteur.
Clarkes theaterloopbaan begon aan het eind van de jaren zestig van de twintigste eeuw met rollen in de televisiedrama's Softly Softly, The Avengers, Callan, The Onedin Line, Tinker, Tailor, Soldier, Spy en de Stanley Kubrick-film A Clockwork Orange.
Vanaf de jaren tachtig werkte hij constant voor televisieproducties zoals Boon, Bergerac, The Manageress en Lovejoy.
In 1987 trad Clarke op in Blackadder The Third en als Oliver Cromwell in een speciale aflevering van Blackadder in 1988.
Clarke verkreeg grotere bekendheid met zijn leidende rol als Detective Superintendant Andy Dalziel in de BBC-misdaadserie Dalziel and Pascoe. De serie, begonnen in 1996, is gebaseerd op boeken van de Engelse schrijver Reginald Hill. Clarke vormt een koppel met zijn jongere collega Detective Sergeant Peter Pascoe (een rol van Colin Buchanan). Clarke was regisseur in diverse afleveringen van de serie, zoals een geheel in Amsterdam opgenomen aflevering.
In 2002 trad Warren op in de film Arthur's Dyke, naast Pauline Quirke. Verder speelde hij gastrollen in bekende televisieseries als Midsomer Murders, Inspector George Gently en Call the Midwife. Hij was bezig met een rol in de nieuwe serie Poldark in 2014.
Hij overleed na een kortstondige ziekte op 67-jarige leeftijd.

## Geselecteerde filmografie
- Coronation Street (1966)
- A Clockwork Orange (1971, Stanley Kubrick) – Dim
- Antony and Cleopatra (1972, Charlton Heston) – Scarus
- O Lucky Man! (1973, Lindsay Anderson)
- Firefox (1982, Clint Eastwood) – Pavel Upenskoy
- Blackadder (1982) – Oliver Cromwell
- Enigma (1983, Jeannot Szwarc) – Konstantin
- The Jewel in the Crown (miniserie) – Sophie Dixon (3 afl., 1984)
- Lassiter (1984) – Max Hofer
- Top Secret! (1984) – Colonel von Horst
- Wish Me Luck (1988) – Colonel Krieger
- Moving Story (1994) – Bamber
- Dalziel and Pascoe (televisieserie, 1996–2007) – Andy Dalziel
- Blow Dry (2001) – Tony
- Bleak House (2005) – Mr Boythorn
- The Invisibles (2008) – Syd Woolsey
- Midsomer Murders (2011) - Samuel Quested